# Lestodiplosis ciliatipennis
Lestodiplosis ciliatipennis är en tvåvingeart som beskrevs av Jean-Jacques Kieffer 1911. Lestodiplosis ciliatipennis ingår i släktet Lestodiplosis och familjen gallmyggor.
Artens utbredningsområde är Seychellerna. Inga underarter finns listade i Catalogue of Life.